# سومار (موشک)

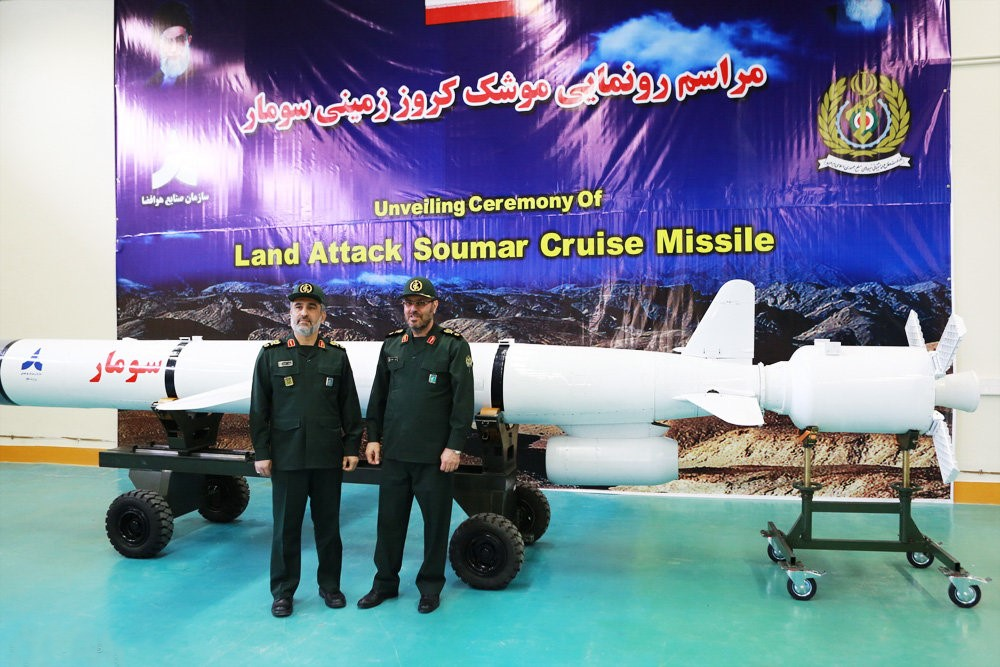

سومار یک موشک کروز زمین به زمین ساخت ایران است.

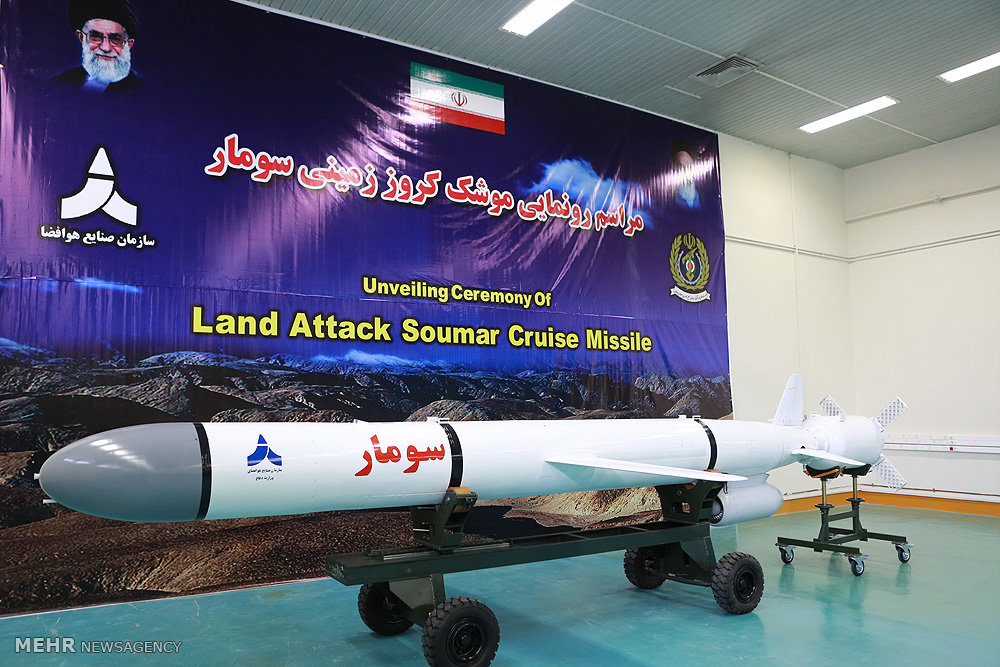

## رونمایی
وزیر دفاع ایران در ۱۷ اسفند ۹۳ از این موشک رونمایی کرد.

## مشخصات
مشخصات این موشک اعلام نشده اما با توجه به شباهت ظاهری این موشک با کروز خا-۵۵ ساخت شوروی به نظر می‌رسد مشخصاتی مشابه با آن داشته باشد. نام این موشک برگرفته از شهر سومار در استان کرمانشاه است.
معاون وزیر دفاع ایران در شهریور سال ۹۱ (۲۰۱۲) خبر از تولید موشک مشکات یک موشک کروز با برد ۲۰۰۰ کیلومتری با سه قابلیت دریاپایه، زمین‌پایه و هواپایه در آینده نزدیک داد. تحلیلگران نظامی خارجی معتقدند که این برنامه اگر واقعی باشد برگرفته از تکنولوژی موشک کروز خا-۵۵ است.
در نتیجه تصور می‌شود که سومار نمونهٔ تکامل‌یافتهٔ مشکات باشد که خود برگرفته از خا-۵۵ است. خا-۵۵ یک موشک کروز استراتژیک با برد ۳ هزار کیلومتر و قابلیت حمل کلاهک هسته‌ای است که از روی بمب‌افکن شلیک می‌شود. اما از آنجا که سومار از روی زمین شلیک می‌شود بایستی یک راکت تقویت‌کننده هم بر روی آن تعبیه شده باشد.
رسانه‌های اسرائیلی همچنین مدعی ارتباط میان رونمایی از این موشک و آغاز مراحل حساس مذاکرات هسته‌ای ایران شده‌اند .
نشنال اینترست مدعی است: ایران یک موشک کروز دوربرد جدید با نام «سومار» ساخته‌است که هزار و ۵۰۰ مایل برد دارد. این سلاح ممکن است بر اساس طراحی موشکی «کی اچ Kh-55» روسیه ساخته شده باشد.
یوزی رابین پدر علم موشکی اسرائیل در سخنرانیش در جمع متخصصین علوم دفاعی در پنتاگون اعلام کرد این موشک یک طراحی بی نظیر در ساخت موشک‌های کروز است و همین‌طور گفت این مدل توربو فقط یک شرکت آمریکایی توانایی ساخت آن را دارد و این موشکی با استفاده از مهندسی معکوس ساخته نشده بلکه طراحی و مهندسی پیشرفته است.
تحلیل نشنال اینترست
در ادعای "نشنال اینترست " دو نکته وجود دارد؛ اولا برد موشک "سومار" یک هزار و ۵۰۰ مایل و ثانیاً این موشک مهندس معکوس موشک "کی اچ ۵۵ " بوده و این موضوع قابل بررسی است.
روزنامه هاآرتص اسرایل
روزنامه «هاآرتص» در ادعایی این موشک را با کروز مدل «خا-۵۵» روسیه مقایسه کرده و نوشته‌است در صورتی که سومار مانند نمونه روسی عمل کند، برد موشک‌های ایران به جنوب اروپا می‌رسد.
این گزارش می‌افزاید: «این امر ایرانی‌ها را قادر می‌سازد تا اهدافی نه فقط در غرب آسیا، بلکه در شرق و جنوب اروپا را هدف قرار دهد». هاآرتص در ادامه ادعا کرده که تهران در سال ۲۰۰۱ تعدادی کروز "خا-۵۵ " از اوکراین خریداری کرده و از آن زمان قصد مهندسی معکوس آن را داشته‌است.
در بخش دیگری از گزارش هاآرتص آمده‌است: «موشک سومار از لحاظ ظاهری مشابه "خا-۵۵ " است و روی آن بوستری تعبیه شده که آن را قادر می‌سازد تا از روی دریا یا خشکی شلیک شود. از آنجا که نمونه اصلی روسی این موشک‌ها، از روی بمب‌افکن شلیک می‌شوند، نیازی به بوستر علاوه بر موتور جت، ندارند.»
«تال اینبار» رئیس مرکز فضا و پهپاد مؤسسه مطالعات راهبردی هوا و فضا فیشر هرتزلیا در ادعایی به هاآرتص گفت: این موشک می‌تواند بخش‌های بزرگی از اروپا را زیر برد خود داشته باشد. وی همچنین عنوان داشت: «ایران سال‌هاست که در حال توسعه سری موشک‌های «شهاب» بوده و برای آن‌ها معقول است که هم‌زمان موشک‌های کروز را هم توسعه دهند. مخفی کردن موشک‌های کروز ساده‌تر است. آن‌ها کوچکتر هستند، قابلیت حمل بیشتری دارند و می‌توان آن‌ها را از زمین، زیردریایی، بمب‌افکن و حتی کشتی‌های تجاری تغییر کاربری داده‌شده، شلیک کرد.» هاآرتص در ادامه نوشته‌است: «موشک‌های کروز در سرعت کمتر از صوت حرکت می‌کنند و همین امر زدن آن‌ها را ساده‌تر می‌کند؛ اما از آنجا که اندازه آن‌ها نسبتاً کوچک بوده و می‌توانند در ارتفاع پائین حرکت کنند، شناسایی آن‌ها دشوار است.»
اما سرانجام در سال ۱۳۹۷ و در نمایشگاه "اقتدار ۴۰"، هنگام رونمایی از موشک هویزه، برد این موشک رسماً توسط امیر حاتمی اعلام شد و مشخص گردید، برد این موشک ۲۵۰۰کیلومتر است.

## دیدگاه‌ها در مورد این موشک
یوزی رابین مدیر اسبق برنامه موشکی اسراییل در ۱۷ ژوئیهٔ ۲۰۱۵ در جریان یک سخنرانی در واشینگتن به بررسی ابعاد مختلف و توان موشکی و فضایی ایران پرداخت. وی در این سخنرانی در خصوص این موشک گفت: «این یک دستاورد بزرگ مهندسی برای ایرانی‌ها است. این یک کپی نیست. من از لحاظ تکنیکی به‌احترام افرادی که این کار را انجام دادند کلاه از سر برمی‌دارم و به آنها احترام می‌گزارم».